# Sonderorganisationen der Vereinten Nationen

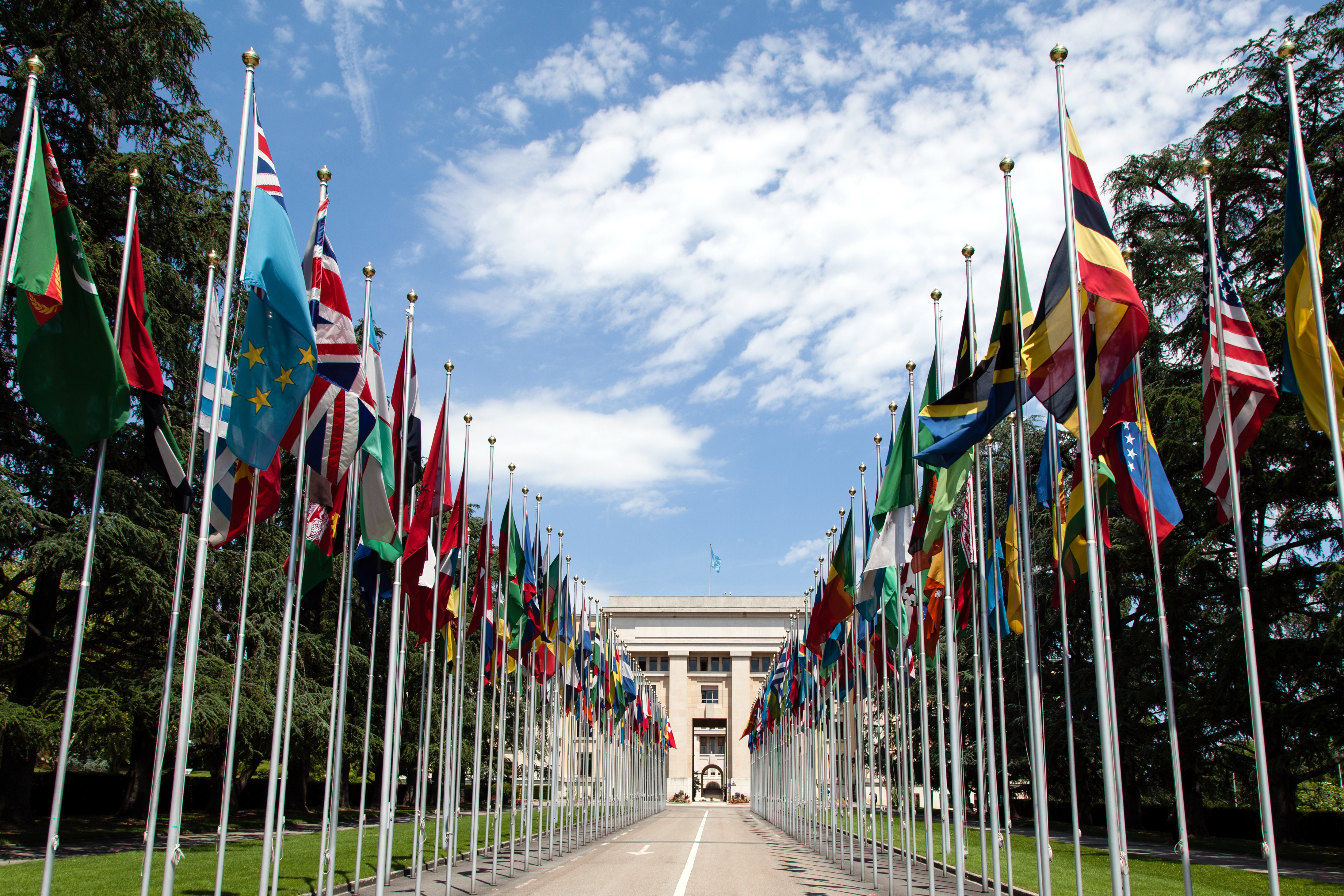
Büro der Vereinten Nationen in Genf

Die Sonderorganisationen der Vereinten Nationen (englisch United Nations Specialized Agencies) sind rechtlich, organisatorisch und finanziell selbständige Internationale Organisationen bzw. Teilorganisationen, die durch den Artikel 63 der Charta der Vereinten Nationen mit den Vereinten Nationen verbunden sind. Die Zusammenarbeit dieser Organisationen mit den Vereinten Nationen und auch untereinander wird durch den Wirtschafts- und Sozialrat koordiniert.

## Liste der UN-Sonderorganisationen
| Kürzel                       | Organisationsname Englisch                                       | Organisationsname Deutsch                                                | Gründungsdatum    | Hauptsitz         | Flagge/Logo |
| ---------------------------- | ---------------------------------------------------------------- | ------------------------------------------------------------------------ | ----------------- | ----------------- | ----------- |
| UNESCO                       | United Nations Educational, Scientific and Cultural Organization | Organisation der Vereinten Nationen für Bildung, Wissenschaft und Kultur | 16. November 1945 | Paris             |             |
| WHO                          | World Health Organization                                        | Weltgesundheitsorganisation                                              | 22. Juli 1946     | Genf              |             |
| ILO                          | International Labour Organization                                | Internationale Arbeitsorganisation                                       | 11. April 1919    | Genf              |             |
| UNIDO                        | United Nations Industrial Development Organization               | Organisation der Vereinten Nationen für industrielle Entwicklung         | 17. November 1966 | Wien              |             |
| UNICEF                       | United Nations Children’s Fund                                   | Kinderhilfswerk der Vereinten Nationen                                   | 11. Dezember 1946 | New York City     |             |
| FAO                          | Food and Agriculture Organization of the United Nations          | Ernährungs- und Landwirtschaftsorganisation der Vereinten Nationen       | 16. Oktober 1945  | Rom               |             |
| UN TOURISM (bis 2024: UNWTO) | World Tourism Organization                                       | Weltorganisation für Tourismus                                           | 1. November 1974  | Madrid            |             |
| WIPO                         | World Intellectual Property Organization                         | Weltorganisation für geistiges Eigentum                                  | 14. Juni 1967     | Genf              |             |
| UPU                          | Universal Postal Union                                           | Weltpostverein                                                           | 9. Oktober 1874   | Bern              |             |
| WMO                          | World Meteorological Organization                                | Weltorganisation für Meteorologie                                        | 23. März 1950     | Genf              |             |
| ICAO                         | International Civil Aviation Organization                        | Internationale Zivilluftfahrtorganisation                                | 7. Dezember 1944  | Montreal          |             |
| IMO                          | International Maritime Organization                              | Internationale Seeschifffahrts-Organisation                              | 17. März 1948     | London            |             |
| ITU                          | International Telecommunication Union                            | Internationale Fernmeldeunion                                            | 17. Mai 1865      | Genf              |             |
| IMF                          | International Monetary Fund                                      | Internationaler Währungsfonds                                            | 27. Dezember 1945 | Washington, D.C.  |             |
| IBRD                         | International Bank for Reconstruction and Development            | Internationale Bank für Wiederaufbau und Entwicklung                     | 27. Dezember 1945 | Washington, D.C.  |             |
| IDA                          | International Development Association                            | Internationale Entwicklungsorganisation                                  | 1960              | Washington, D.C.  |             |
| IFC                          | International Finance Corporation                                | Internationale Finanz-Corporation                                        | 25. Juli 1956     | Washington, D.C.  |             |
| IFAD                         | International Fund for Agricultural Development                  | Internationaler Fonds für landwirtschaftliche Entwicklung                | 30. November 1977 | Rom               |             |
| IOM                          | International Organization for Migration                         | Internationale Organisation für Migration                                | 6. Dezember 1951  | Le Grand-Saconnex |             |

## Ehemalige UN-Sonderorganisationen
| Kürzel | Organisationsname Englisch         | Organisationsname Deutsch              | Hauptsitz | Gründungsdatum | Auflösung          | Anmerkungen                                                     |
| ------ | ---------------------------------- | -------------------------------------- | --------- | -------------- | ------------------ | --------------------------------------------------------------- |
| IRO    | International Refugee Organization | Internationale Flüchtlingsorganisation | Genf      | 20. April 1946 | 30. September 1953 | Die IRO wurde durch das Flüchtlingskommissariat (UNHCR) ersetzt |

## Verwandte Organisationen
Darüber hinaus kooperieren auch andere Organisationen auf völkervertraglicher Grundlage eng mit den Vereinten Nationen, doch beruhen die entsprechenden Abkommen nicht auf Artikel 63 der Charta, sodass sie keine Sonderorganisationen darstellen; sie werden als „verwandte Organisationen“ (englisch related organizations) bezeichnet.
| Kürzel | Organisationsname Englisch                           | Organisationsname Deutsch                                                  | Gründungsdatum    | Hauptsitz | Flagge/Logo |
| ------ | ---------------------------------------------------- | -------------------------------------------------------------------------- | ----------------- | --------- | ----------- |
| WTO    | World Trade Organization                             | Welthandelsorganisation                                                    | 15. April 1994    | Genf      |             |
| IAEA   | International Atomic Energy Agency                   | Internationale Atomenergie-Organisation                                    | 29. Juli 1957     | Wien      |             |
| CTBTO  | Comprehensive Nuclear-Test-Ban Treaty Organization   | Organisation des Vertrages über das umfassende Verbot von Nuklearversuchen | 19. November 1996 | Wien      |             |
| OPCW   | Organisation for the Prohibition of Chemical Weapons | Organisation für das Verbot chemischer Waffen                              | 29. April 1997    | Den Haag  |             |